# Kotjärnet (Edsleskogs socken, Dalsland)
Kotjärnet är en sjö i Åmåls kommun i Dalsland och ingår i Göta älvs huvudavrinningsområde.